# Конрад II фон Папенхайм
Конрад II (III) фон Папенхайм (на немски: Konrad II von Pappenheim; Conrad III von Pappenheim; * ок. 1410; † 14 април 1482, Папенхайм) е имперски наследствен маршал на Папенхайм в Бавария, основател на линията Грефентал. Той е ловен мастер при баварския херцог Вилхелм III, също херцогски съветник и саксонски дворцов майстер.

## Биография
Той е най-големият син на Хаупт II фон Папенхайм († 1438) и първата му съпруга Корона фон Ротенщайн († 1412/1414/1419), дъщеря на Конрад фон Ротенщайн, губернатор на Матзиз († 1409) и Урсула фон Хатенберг († сл. 1384). Баща му се жени втори път за Барбара фон Рехберг († 1460).
Брат е на Хайнрих (XI) († 1482/1484), импреторски съветник и основател на линията на Папенхайм в Алгой-Щюлинген, и Йохан († 1438), домхер в Айхщет. Полубрат е на Бернхард, домхер в Айхщет, Рудолф, пфлегер цу Донаувьорт, и на Георг I († 1485), маршал на Папенхайм, основател на линията Тройхтлинген.
През 1431 г. Конрад II фон Папенхайм е ловен майстер при херцог Вилхелм III от Бавария-Мюнхен, от 1433 г. е негов съветник. Като съветник той получава според една квитанция от 22 август 1434 г. годишно 100 форинти рейниш.
През 1435 г. Конрад II пътува до Йерусалим. Той е женен за Доротея фон Лабер († 1477). Една година по-късно, 1436, той получава от баща си, заедно с брат му Хайнрих XI фон Папенхайм, владението на дворец Шпилберг на Ханенкам, също собствености в Швейнспойнт. През 1438 г. Конрад II получава от курфюрст Фридрих II от Саксония) Грефентал и така става основател на Папенхаймската линия Грефентал. През 1465 г. той получава наследството на съпругата му, имперското Господство Брайтенег, което обаче продава през 1473 г. на господарите фон Вилденщайн. Папенхаймската линия Грефентал изчезва през 1599 г. със смъртта на Кристоф Улрих фон Папенхайм.

## Фамилия
Конрад II фон Папенхайм се жени за Доротея фон Лабер († 15 септември 1477), дъщеря на Хадмар V фон Лабер († 1434) и първата му съпруга Валпургис фон Ербах († 1434), дъщеря на Йохан II фон Ербах († 1418). Те имат три деца:
- Ахац фон Папенхайм (умира млад)
- Георг II фон Папенхайм († 1470), женен за Пракседис Пфлуг фон Рабенщайн, родители на Себастиан фон Папенхайм († 1536)
- дъщеря, омъжена за господар фон Рехберг